# Stadium 974
Stadium 974 – stadion piłkarski w Dosze (w dzielnicy Ras Abu Aboud), zbudowany w latach 2018–2021 z myślą o mistrzostwach świata 2022. Jego dwupoziomowe i w pełni zadaszone trybuny mogą pomieścić 44 089 widzów.
Przygotowanie gruntu pod budowę stadionu o nazwie Ras Abu Aboud Stadium (od nazwy dzielnicy) rozpoczęto w październiku 2017 r., a jego projekt został zaprezentowany przez Fenwick Iribarren Architects – 26 listopada 2017. 28 maja 2018 wybrano głównego wykonawcę, którym został katarski HBK Contracting. Budowa obiektu - zaprojektowanego na sztucznym cyplu - rozpoczęła się w 2018 r., a zakończyła w 2021 r. 20 listopada 2021 zorganizowano wirtualne otwarcie areny, w trakcie którego ogłoszono jej nową nazwę – „Stadium 974”. Liczba 974 nawiązuje do liczby kontenerów transportowych użytych przy budowie stadionu, jest to także numer kierunkowy do Kataru. 30 listopada 2021 rozegrano na nim inauguracyjne spotkanie, pomiędzy Zjednoczonymi Emiratami Arabskimi i Syrią (2:1) w ramach Pucharu Narodów Arabskich 2021. Ogółem podczas tego turnieju na Stadium 974 rozegrano cztery mecze fazy grupowej, jeden półfinał oraz mecz o 3. miejsce.
Stadion o powierzchni całkowitej 120 tys. m² (pięć kondygnacji użytkowych) powstał z dużej ilości elementów stalowych, z prefabrykatów, a także z kontenerów transportowych. W trakcie mistrzostw świata 2022 na stadionie rozegrano sześć spotkań fazy grupowej oraz jeden mecz 1/8 finału. Stadium 974, jako pierwsza w historii arena mundialu, jest z założenia jedynie stadionem tymczasowym i po mistrzostwach zostanie w całości rozebrany. Po demontażu obiektu teren, na którym jest on zlokalizowany zamieni się w park o powierzchni ok. 45 hektarów. Części składowe areny będzie można wykorzystać do budowy innych obiektów: mniejszych stadionów, hal sportowych lub pływalni.